# Stammheim (Kolitzheim)

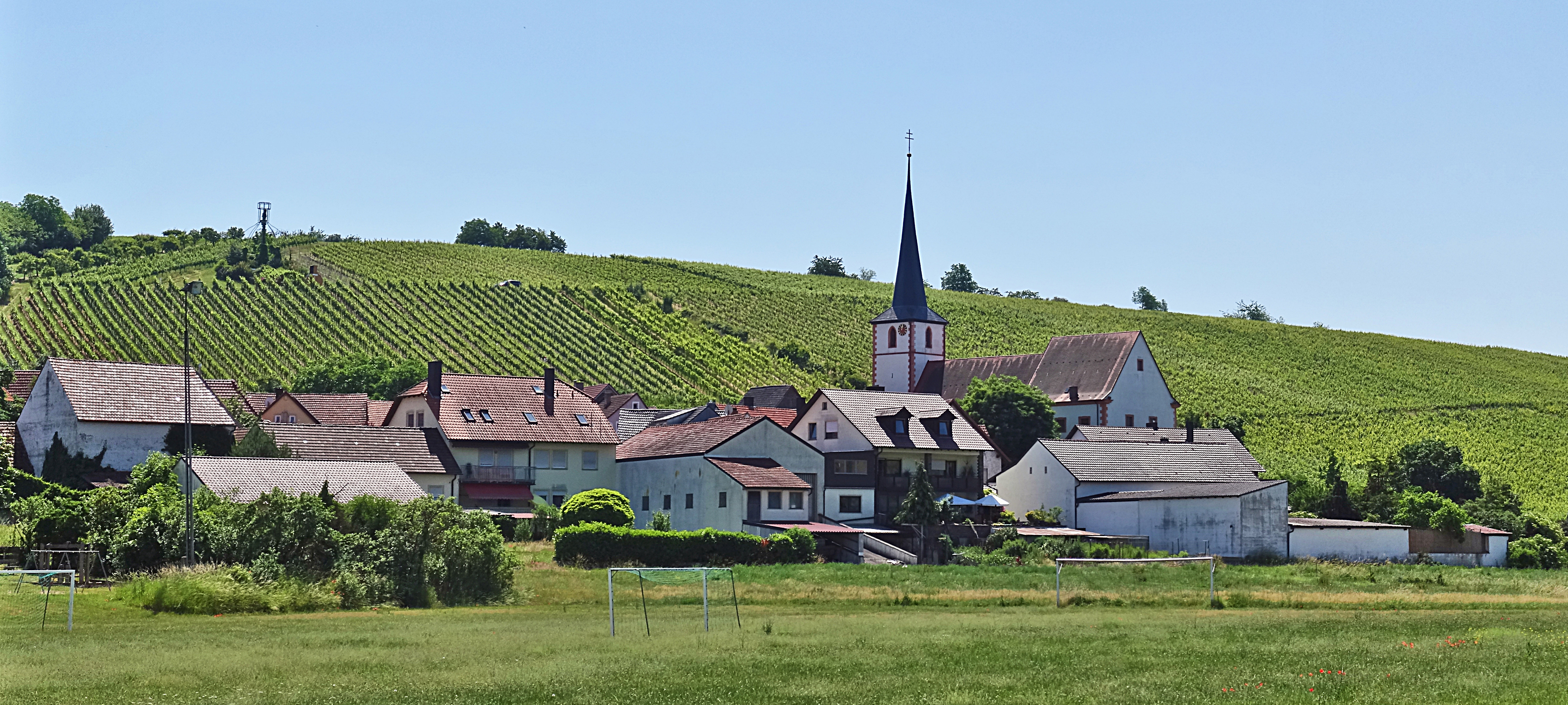

Stammheim ist ein Gemeindeteil der Gemeinde Kolitzheim im unterfränkischen Landkreis Schweinfurt in Bayern. Stammheim ist der größte Weinbauort im Landkreis Schweinfurt.

## Geografische Lage
Das Pfarrdorf Stammheim liegt im äußersten Südwesten des Kolitzheimer Gemeindegebiets am Main. Nördlich ist Lindach zu finden, das ebenfalls ein Kolitzheimer Gemeindeteil ist. Kolitzheim selbst liegt im Osten. Weiter südöstlich beginnt mit Öttershausen das Gemeindegebiet der Stadt Volkach im Landkreis Kitzingen, Gaibach, ebenfalls ein Volkacher Gemeindeteil liegt im Südsüdosten. Durch die Kreisstraße SW 1, die sich entlang des Mainverlaufs hinzieht, ist Stammheim mit Fahr verbunden, das in einiger Entfernung im Südwesten liegt. Durch den Main getrennt erhebt sich im Südwesten Eisenheim-Obereisenheim im Landkreis Würzburg. Direkt gegenüber von Stammheim ist dagegen die Burg Klingenberg zu finden, die heute Teil von Wipfeld ist. Der Wipfelder Ortsteil St. Ludwig liegt im Nordwesten des Ortes.

## Geschichte

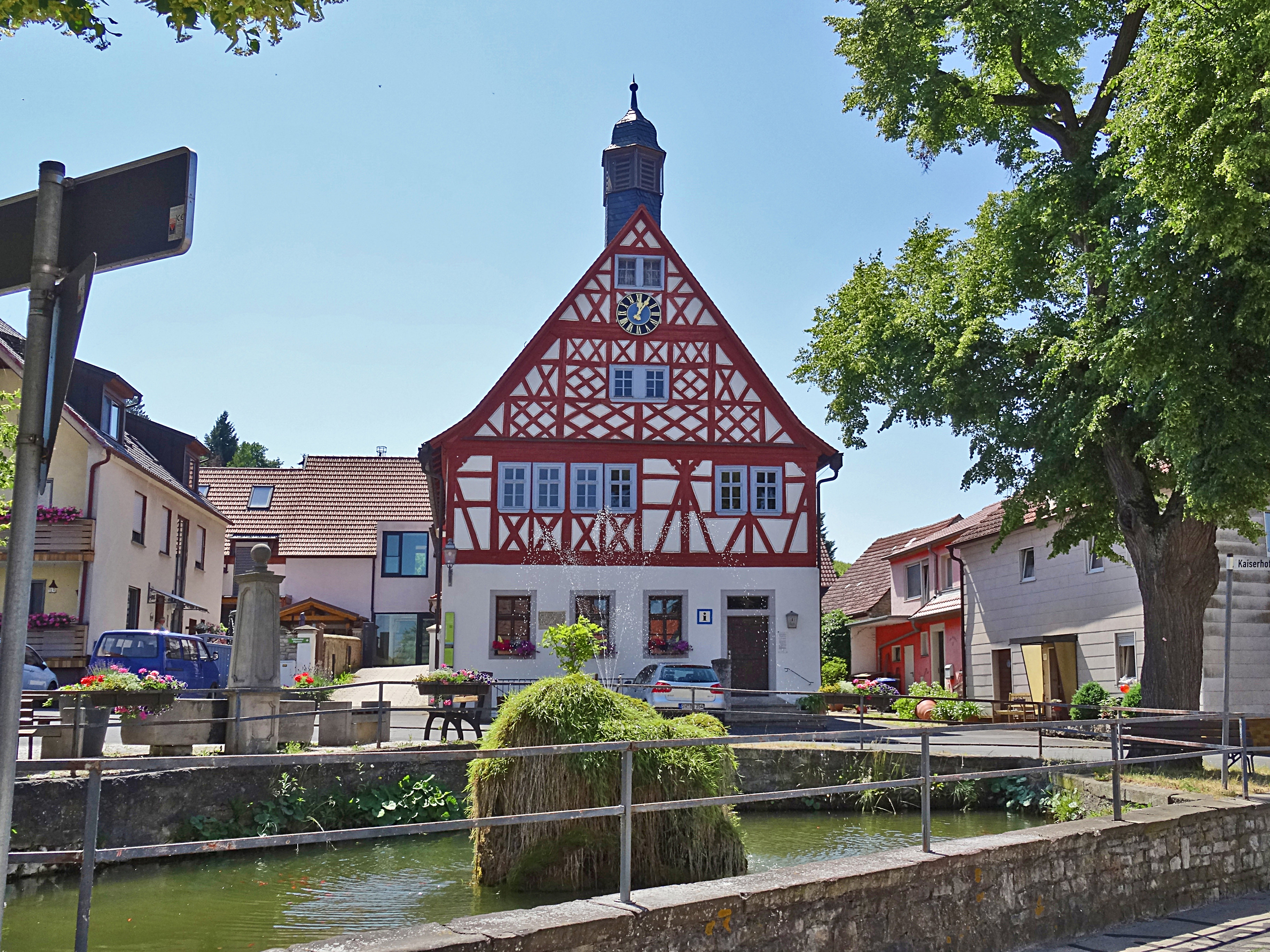
Altes Rathaus

Archäologische Funde in Stammheim lassen darauf schließen, dass schon in der Jungsteinzeit um 5000 v. Chr. eine bandkeramische Siedlung im Ortsbereich existierte.
Die erste urkundliche Erwähnung Stammheims erfolgte 1136. Später wurde am 7. Juni 1258 urkundlich festgehalten, dass die Grafen Heinrich und Hermann zu Castell dem Zisterzienserinnenkloster Maidbronn eine Kapelle in Stammheim übergaben. Das örtliche Rathaus wurde von 1604 bis 1606 errichtet und 1618 ein Klosterhof mit Zehntkeller und -scheune. Seit 1787 hat Stammheim eine eigene Pfarrei. Im Jahr 2010 gliederte sich Stammheim in die neu gegründete Pfarreiengemeinschaft Marienhain ein.
1800 betrug die Anzahl der Einwohner 411 in 80 Häusern.
Im Zweiten Weltkrieg wurde Stammheim am 6. Februar 1945 von zwei Fliegerbomben getroffen und am 8. April 1945 von den US-Amerikanern kampflos besetzt.
Von 1963 bis 1965 betrieb die Regierung Unterfranken Flurbereinigung, was einen größeren Weinanbau nach sich zog.
1972 bekam Stammheim ein eigenes Wappen. Die Eingemeindung in die Gemeinde Kolitzheim erfolgte am 1. Mai 1978.
Seit der Mitte des letzten Jahrhunderts ist der Haupterwerb vieler Stammheimer Bürger der Weinbau. Auch dem Tourismus kommt immer größere Bedeutung zu. In Stammheim gibt es eine Zweigstelle der Raiffeisenbank Mainschleife-Steigerwald.

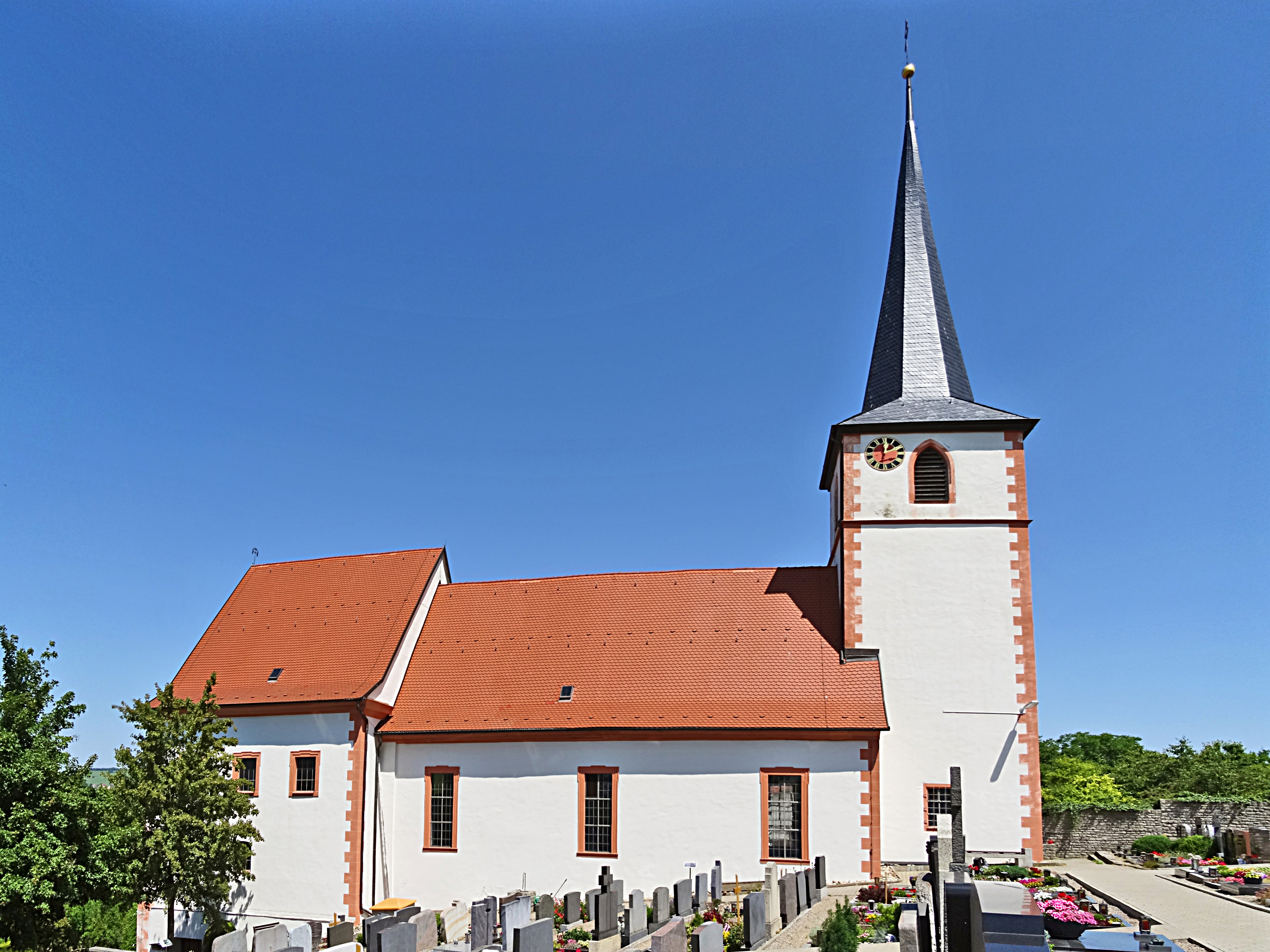
Pfarrkirche St. Bartholomäus

## Kultur und Sehenswürdigkeiten
- Historisches Rathaus (Am Weiher)
- Museum für Militär und Zeitgeschichte
- Pfarrkirche St. Bartholomäus (Kirchweg)
- Größter Bocksbeutel der Welt (Weinberge)

## Wirtschaft und Infrastruktur

### Weinbau
Stammheim ist bedeutender Weinbauort im Anbaugebiet Franken. Insgesamt eine Weinlage existiert um das Dorf, der Wein wird seit den 1970er Jahren unter dem Namen Stammheimer Eselsberg vermarktet. Stammheim ist Teil des Bereichs Volkacher Mainschleife, bis 2017 waren die Winzer im Bereich Maindreieck zusammengefasst. Die Muschelkalkböden mit einer feinen Sandauflage um Stammheim eignen sich ebenso für den Anbau von Wein, wie die Lage in der Maingauklimazone, die zu den wärmsten Deutschlands gehört.

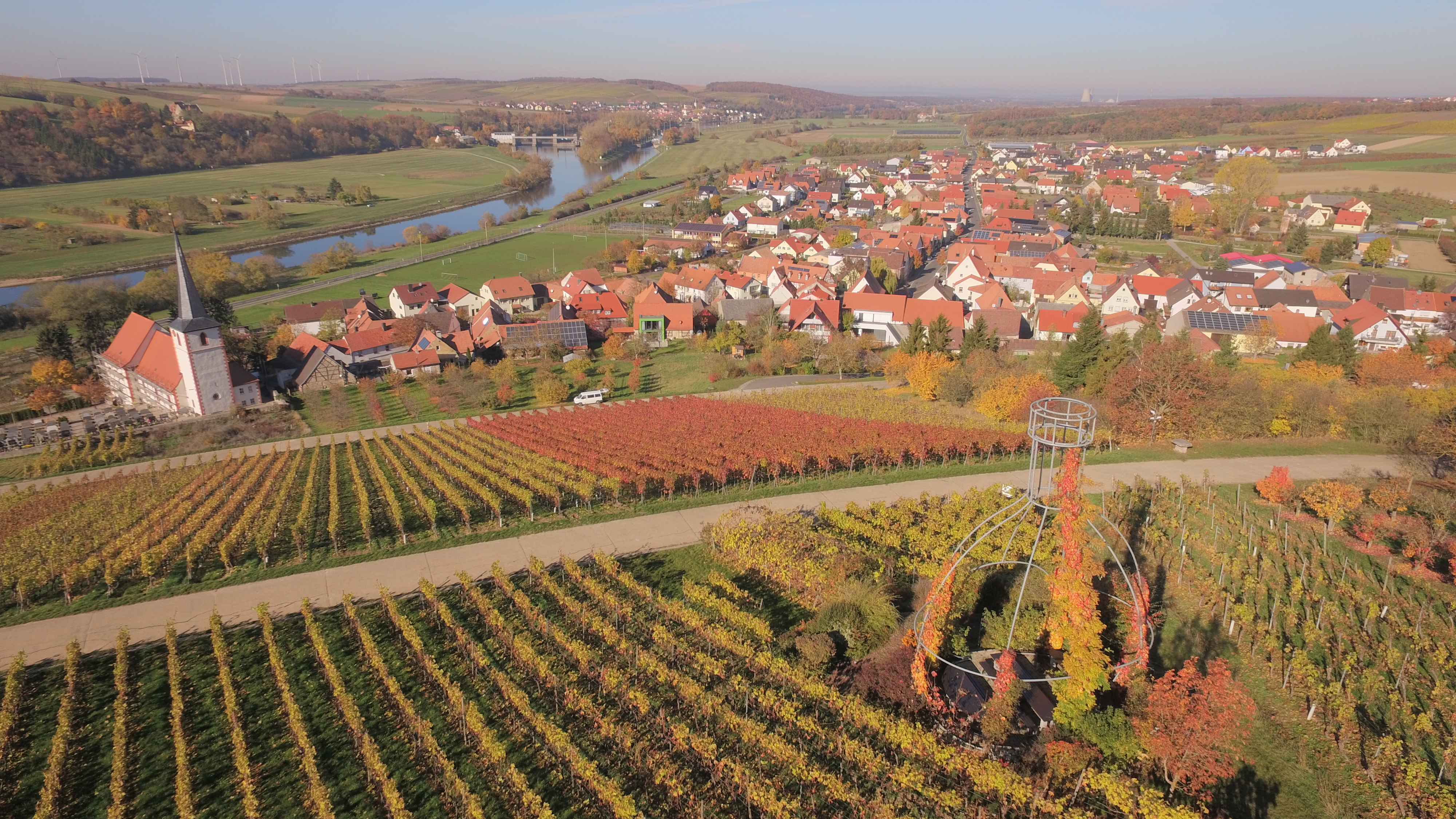
Größter Bocksbeutel der Welt in Stammheim

Bereits seit dem Frühmittelalter betreiben die Menschen um Stammheim Weinbau. Die fränkischen Siedler brachten wohl im 7. Jahrhundert die Rebe mit an den Main. Im Mittelalter gehörte die Region zum größten zusammenhängenden Weinbaugebiet im Heiligen Römischen Reich. Die Menschen betrieben zumeist Nebenerwerbsweinbau zur Selbstversorgung, gleichzeitig bildeten sich bereits Exportzentren insbesondere entlang des Maines heraus. Aus Stammheim bezog das Zisterzienserkloster Maidbronn bereits im 13. Jahrhundert seinen Zehntwein.
Der Weinbau erlebte nach der Säkularisation zu Beginn des 19. Jahrhunderts einen umfassenden Niedergang. Vor allem klimatisch weniger begünstige Lagen gab man vollständig auf. Zusätzlich erschwerte das Aufkommen von Schädlingen wie der Reblaus den Anbau. Konsolidieren konnte sich die Weinbauregion Franken erst wieder in der zweiten Hälfte des 20. Jahrhunderts. Der Einsatz von Düngern und verbesserte Anbaumethoden hatten dazu ebenso beigetragen wie die Organisation in Genossenschaften und die Flurbereinigung der 1970er Jahre.
Stammheim gilt heute als größter weinbautreibender Ort im Landkreis Schweinfurt. Die Aufzucht und Ernte des Weines prägt den Jahresablauf des Dorfes. Mittelpunkt des Festkalenders ist das Stammheimer Straßenweinfest Ende Juli. Die Winzer im Ort sind vielfach prämiert, so wurde das Weingut Hermann Dereser 2019 mit dem Best-of-Gold-Preis ausgezeichnet, der die zehn besten Winzer des Jahres in Franken prämiert. Der größte Bocksbeutel der Welt überragt die Weinlage Stammheimer Eselsberg.
| Weinlage  | Größe 1976 | Größe 1993 | Größe 2019 | Himmelsrichtung | Hangneigung | Hauptrebsorten           | Großlage            |
| --------- | ---------- | ---------- | ---------- | --------------- | ----------- | ------------------------ | ------------------- |
| Eselsberg | 45 ha      | 80 ha      | 116 ha     | Südwesten       | 10–20 %     | Müller-Thurgau, Silvaner | Volkacher Kirchberg |

### Vereine (Auswahl)
- Katholische Landjugendbewegung (KLJB) Stammheim
- Winzerverein Stammheim e. V.
- Jagdgenossenschaft Stammheim
- Sportverein Stammheim
- Erdinger Weißbierclub Stammheim
- Bauernverband Stammheim
- Musikverein Stammheim
- Krawattenclub Stammheim
- Gesangverein Stammheim
- Freiwillige Feuerwehr Stammheim
- Obst- und Gartenbauverein Stammheim
- Schützenverein Stammheim
- Verein Militärgeschichte Franken e. V.

## Persönlichkeiten
- Reiner Wirsching (* 1963), Fußballspieler